# 蒂爾鮋
蒂爾鮋，為輻鰭魚綱鮋形目鮋亞目鮋科的其中一種，為亞熱帶海水魚，分布於東南太平洋智利海域，體長可達40公分，棲息在底層水域，生活習性不明。